# Daniel Chipenda
Daniel Chipenda (Lobito, 15 de maig de 1931 - 28 de febrer de 1996) fou un polític angolès que va lluitar en la Guerra de la Independència d'Angola com a comandant del Front Est del Moviment Popular per l'Alliberament d'Angola, i després va fundar Revolta do Leste, una facció del MPLA. Més tard es va unir al Front Nacional d'Alliberament d'Angola (FNLA), però el va deixar, va tornar al MPLA, i el deixà novament el juliol de 1992. Pertanyia a l'ètnia ovimbundu.
Chipenda, llavors membre del MPLA, va establir el Front de l'Est, augmentant significativament l'abast del MPLA al maig de 1966. Quan el FE es va esfondrar, Chipenda i el líder del MPLA Agostinho Neto es van culpar l'un a l'altre. El 1972, la Unió Soviètica, aliada amb la facció de Chipenda, li va donar ajuda. Després de la revolució dels clavells a Portugal en 1974 Joaquim Pinto de Andrade, president del MPLA, organitzà un congrés del MPLA a Lusaka. Neto i Chipenda hi van anar amb 165 delegats respectivament i la facció Revolta Activa de Mário Pinto de Andrade només en tenia 70. Després d'alguns dies de negociació la facció de Neto abandonà el congrés, de manera que el MPLA es va dividir en tres faccions. Chipenda va deixar el MPLA, encara que podria dir-se que el va deixar abans del cop a Portugal, fundant Revolta de Leste amb 1.500 antics seguidors del MPLA. Es va oposar al lideratge del MPLA als que acusava de ser "criolls" i temia a la Unió Soviètica, malgrat el seu suport.
En 1973 el govern de la Unió Soviètica convidà Neto a Moscou i li va dir que Chipenda planejava assassinar-lo. La URSS va reprendre el suport al MPLA i Neto va obtenir el control del partit, mentre Chipenda s'unia al FNLA el 1974. A les eleccions generals d'Angola de 1992 presentà la seva candidatura a la presidència d'Angola com a independent.